# Бабу
Бабу (рос. Бабу, Сиамис, Бабу-Узень, Бал-Алма, крим. Babu, Бабу)  — маловодна балка (річка) на Південному узбережжі Криму, на території міської ради Ялта, ліва притока Путаміци. Довжина водотоку 4,4 км , площа водозбірного басейну — 14,3 км², ухил річки 145 м / км.

## Назва
Назва Бабу застосовується в довіднику «Поверхневі водні об'єкти Криму» та інших сучасних роботах, у праці «Огляд річкових долин гірській частині Криму» Миколи Рухлова вживаються варіанти Сіаміс і Бабу-узень. На сучасних туристичних картах річка називається Бал-Алма.

## Географія
Витоки річки, утвореною злиттям двох ярів, знаходяться біля обривів Ялтинської яйли, в урочищі Комбопло. Ухил русла, спочатку дуже крутий, в пониззі щодо вирівнюється. Лівий берег більш пологий, в ньому знаходиться більшість джерел, які живлять річку. Верхня ділянка, до впадання правої притоки Люка на висоті 170 сажнів (близько 362 м), Рухля називав Суатлар або Камидерек. Згідно з довідником «Поверхневі водні об'єкти Криму» у Бали 3 безіменних притоки, довжиною менше 5 км і на мапі наводиться назва одної з них — Люка. Зливаючись в межах Ялти з Теміаром, утворює річку Путаміцу, средньорічна витрата води у верхів'ї — 0,031 м³ / сек, водоохоронна зона річки встановлена до 50 м.